# TCO Certified

TCO Certified logotyp.

TCO Certified eller TCO-märkning är en internationell certifiering för IT-produkter. Fokus för certifieringen är att IT-produkter och deras produktion ska möta kraven på ergonomi, social och miljömässig hållbarhet.
 Ursprunget är den svenska fackliga centralorganisationen TCO:s märkning av bildskärmar.
Syftet med TCO Certified är att driva på en hållbar utveckling inom IT, underlätta för professionella inköpare över hela världen att ställa hållbarhetskrav vid IT-inköp, samt att förenkla uppföljningen av att kraven uppfylls. Produkter som har certifierats enligt TCO Certified uppfyller bland annat krav på socialt ansvar i produktionen, hälsa och säkerhet, samt miljöegenskaper under hela produktens livscykel.
TCO Certified är en tredjepartsmärkning, en så kallad typ 1 miljömärkning som bland annat följer riktlinjerna i ISO 14024. Det innebär att oberoende och ackrediterade aktörer testar och granskar att IT-produkterna uppfyller kraven som ställs i certifieringen. Utöver detta genomförs stickprovskontroller på både produkter och deras produktion.

## Organisation
Organisationen bakom TCO Certified är TCO Development, ägt av Tjänstemännens centralorganisation. TCO Developments huvudkontor ligger i Stockholm och lokalkontor finns i EU, Asien och Nordamerika. Verksamheten är icke-vinstdrivande och självfinansierad genom de certifieringsavgifter som tillverkarna betalar. 

## Produktgrupper
TCO Certified finns för bildskärmar, bärbara datorer, smartphones, surfplattor, stationära datorer, allt-i-ett datorer, projektorer och headset.

## Hållbarhetskrav i TCO Certified
Kraven som ingår i TCO Certified tas fram av TCO Development i dialog med inköpare, användare, företrädare för IT-industrin, forskare och andra experter. 
Intressentdialogen är ett viktigt verktyg för att kraven ska möta verkliga behov, motsvara teknikutvecklingen och driva en hållbar utveckling inom IT. Samarbetet bidrar till att produkter som uppfyller kraven i TCO Certified är relevanta och angelägna på marknaden, samt att kraven uppdateras allteftersom forskning, erfarenhet, teknik och metoder utvecklas. Kraven i TCO Certified för respektive produktgrupp ses över och uppdateras vart tredje år.

### Krav på socialt ansvar i produktionen
Kraven i TCO Certified på socialt ansvar i produktionen gör det möjligt för inköpare att ställa hållbarhetskrav i tillverkningsskedet av IT-produkter. IT-tillverkarna åtar sig att förbättra de sociala förhållandena i produktionen av IT-produkter för en ansvarsfull och etisk tillverkning. Kraven är baserade på befintliga, internationellt vedertagna konventioner och rapporteringsverktyg, som Internationella arbetsorganisationens 8 kärnkonventioner och FN:s barnkonventioner, liksom medlemskap i EICC eller en SA8000-certifiering.

### Krav på miljöegenskaper
Kraven på miljöegenskaper i TCO Certified innebär energieffektiva produkter som innehåller låga eller inga halter av skadliga ämnen som är farliga för miljö eller person. För att förlänga livslängden av produkten ställer TCO Certified även krav på minst 1 års garanti och att varumärket erbjuder reservdelar minst 3 år efter att produkten gått ur produktion. Produkter och förpackningar ska vara förberedda för återvinning och tillverkaren ska erbjuda ett återtagningssystem så att produkterna kan återvinnas på rätt sätt. Leverantören ansvarar för att uttjänta produkter tas tillbaka för återvinning.
För att kunna certifieras enligt TCO Certified måste varumärket ha ett miljöledningssystem certifierat enligt ISO_14001 eller EMAS.

### Krav på hälsa och säkerhet
TCO Certified ställer krav på en för användaren bra ergonomisk design tillsammans med god visuell och akustisk kvalitet för en bättre arbetsmiljö. Certifierade produkter måste även ha en hög elsäkerhet.

## Test och verifiering
Kraven i TCO Certified verifieras av en oberoende part. Det innebär att oberoende och ackrediterade aktörer testar och granskar att IT-produkterna uppfyller kraven som ställs i certifieringen. Utöver detta genomförs stickprovskontroller på både produkter och deras produktion.

## Historia
Under tidiga 1980-talet började man på TCO förstå att persondatorer skulle komma att bli ett viktigt verktyg för organisationens medlemmar. Samtidigt börjar de första rapporterna om en koppling mellan elektromagnetisk strålning, graviditetskomplikationer och fosterskador publiceras.
Hösten år 1982 diskuterade TCO:s datorgrupp möjligheten att börja produkttesta bildskärmar. Anledningen var att ett ökande antal av TCO:s medlemmar hade börjat drabbas av belastningsskador och synproblem efter att ha arbetat många timmar framför bildskärmar. En oro bland medlemmarna väcktes för vilka effekter den elektromagnetiska strålningen associerade med bildskärmar skulle ha på deras hälsa. Bildskärmar innehöll även tungmetaller och bromerade flamskyddsmedel som hotade människors och ekosystems hälsa.
De tidiga persondatorerna utvecklades utan ergonomi i åtanke, i huvudsak därför att tillverkare, myndigheter och användare inte hade nog med kunskap i ämnet. Av denna anledning kunde inköpare inte heller köpa bättre IT-utrustning till sina anställda, det fanns helt enkelt inte tillgängligt på marknaden. 
1986 utvecklade TCO bildskärmsprovaren, en checklista som gjorde det möjligt för användare att utvärdera hur ergonomiskt anpassade deras egna skrivbord och bildskärmar var. Denna checklista gjordes tillgänglig på nio olika språk. Uppföljaren till detta test blev “Screen facts”, en broschyr som skapades med hjälp av experter och vetenskapsmän år 1991. Broschyren riktades till de som ställde krav på IT-produkter, till exempel inköpare. Tack vare detta kunde TCO skapa en rörelse som satte press på tillverkare att tillverka ergonomiskt anpassade IT-produkter.
Detta ledde sedan till att krav som kunde verifieras via oberoende testlabb utvecklades och därmed var ett system för certifiering skapat. Detta ökade motivationen hos IT-tillverkare att förbättra sina produkter för att möta kraven. 
I början av 1992 startades TCO:s utvecklingsenhet och i samarbete med Naturskyddsföreningen, Nutek och Semko skapades första generationen av TCO Certified, TCO’92. Den första generationen inkluderade krav för elektromagnetiska fält, energieffektivitet och el- och brandsäkerhet.

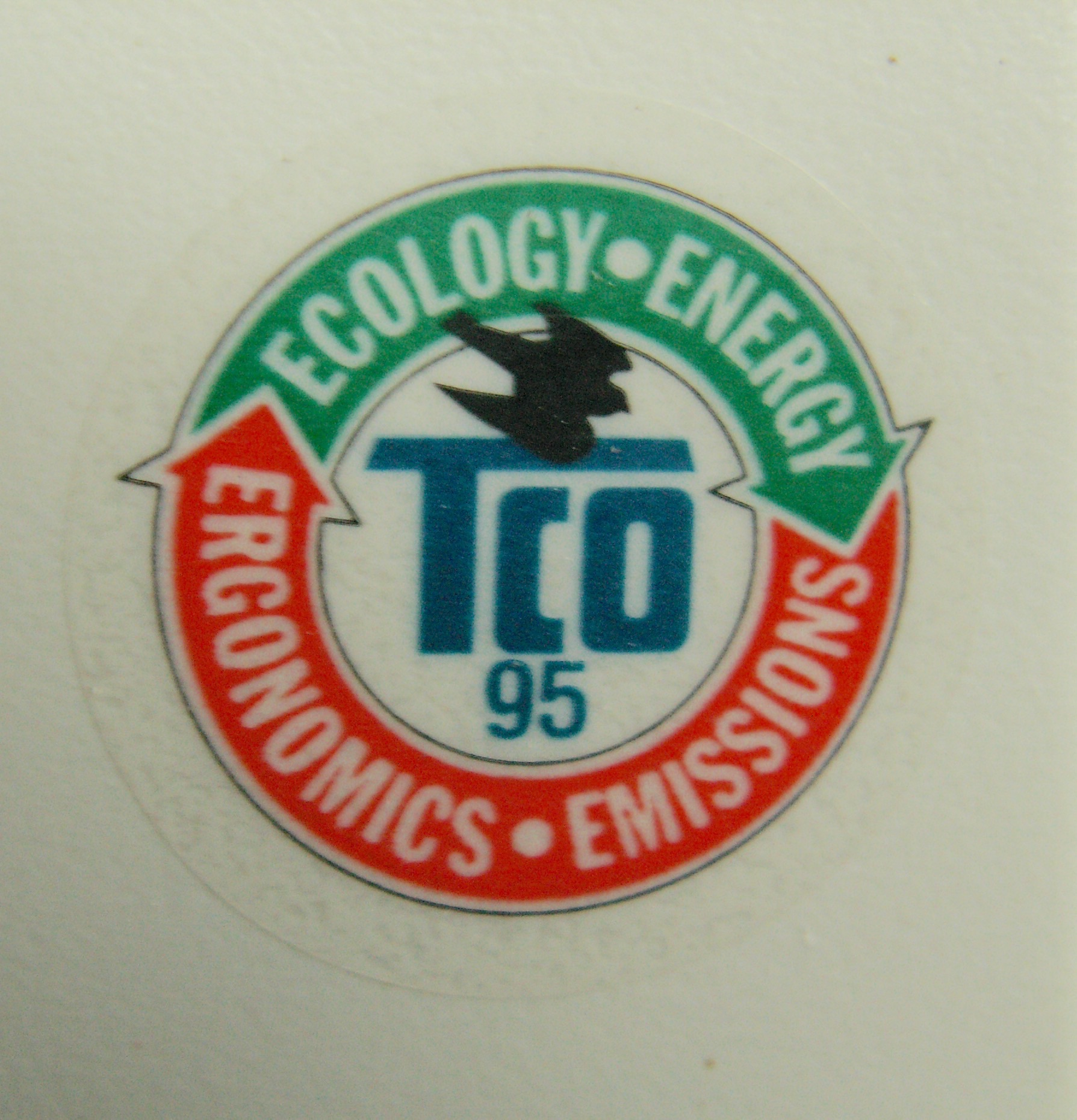
TCO’95 logotyp.

År 1995 kom nästa generation av TCO Certified, TCO’95. I denna generation inkluderades även krav på begränsning av användning av farliga ämnen i produktionen, med fokus på flamskyddsmedel och miljöfarliga grundämnen som bly, kadmium och kvicksilver. Fram till 2006 utvecklades dessa krav och resulterade i generationerna TCO’99, TCO’03 och TCO’06.

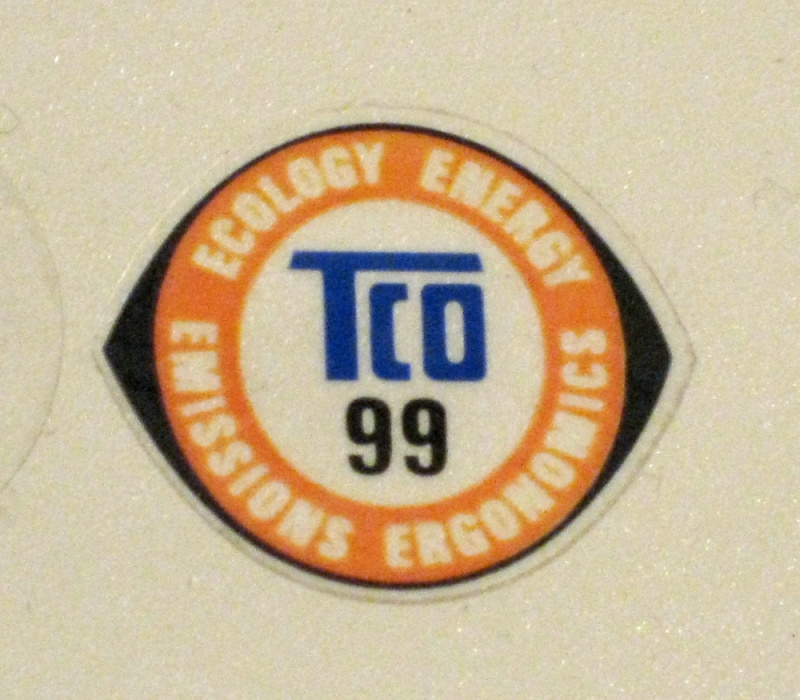
TCO’99 logotyp.

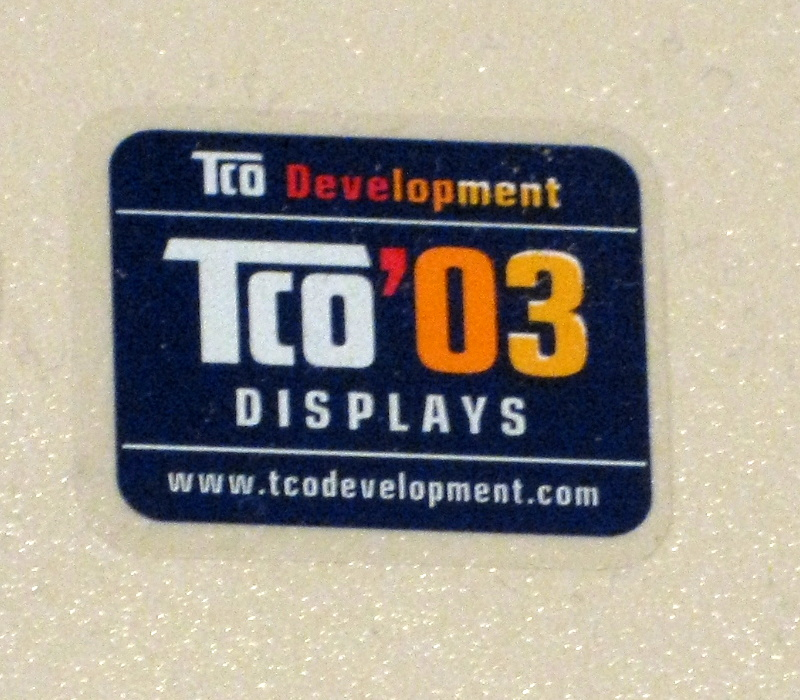
TCO’03 logotyp.

År 2009 inkluderades krav på företags samhällsansvar (CSR). Sedan dess har en ny generation av TCO Certified släppts vart tredje år.